# Handiaya
Handiaya is een nagar panchayat (plaats) in het district Barnala van de Indiase staat Punjab. 

## Demografie
Volgens de Indiase volkstelling van 2001 wonen er 9.725 mensen in Handiaya, waarvan 54% mannelijk en 46% vrouwelijk is. De plaats heeft een alfabetiseringsgraad van 50%. 